# Смит, Джеймс Эдвард
Сэр Джеймс Э́двард Смит (англ. Sir James Edward Smith; 2 декабря 1759, Норвич, Англия — 17 марта 1828) — английский ботаник. 
Член Лондонского королевского общества (1785), основатель и первый президент Лондонского Линнеевского общества (1788).
Известен многими сочинениями по систематике растений, в особенности по флоре Великобритании.

## Путь в науке
В начале 1780-х изучал химию у профессора Джозефа Блэка и естествознание у профессора Джона Уокера в Эдинбургском университете.
В 1783 Смит перебрался в Лондон, чтобы продолжить учёбу. Смит был дружен с Джозефом Банксом, которому было предложено купить целиком собрание книг, рукописей и гербарных образцов Карла Линнея, которое осталось после смерти сына Линнея — Карла Линнея младшего. Банкс отклонил предложение, а Смит купил коллекцию за 1 000 фунтов стерлингов. Коллекция прибыла в Лондон в 1784, а в 1785 Смит был избран членом Королевского общества.
Между 1786 и 1788 Смит совершил своё так называемое «большое путешествие», посетив Нидерланды, Францию, Италию и Швейцарию, встретившись там с ботаниками и осмотрев гербарии.
В 1788 он основал Лондонское Линнеевское общество, стал его первым президентом (эту должность он занимал до самой своей смерти).
В 1796 он вернулся в Норвич вместе со всей коллекцией Линнея. Его библиотека и ботанические коллекции приобрели всеевропейскую известность, ими интересовались многочисленные энтомологи и ботаники всего континента.
Смит провёл оставшиеся тридцать лет своей жизни в подготовке статей и книг по ботанике.
Его главные труды — Flora Britannica (лат.)и Английская флора (англ. The English Flora, 4 тома, 1824—1828).

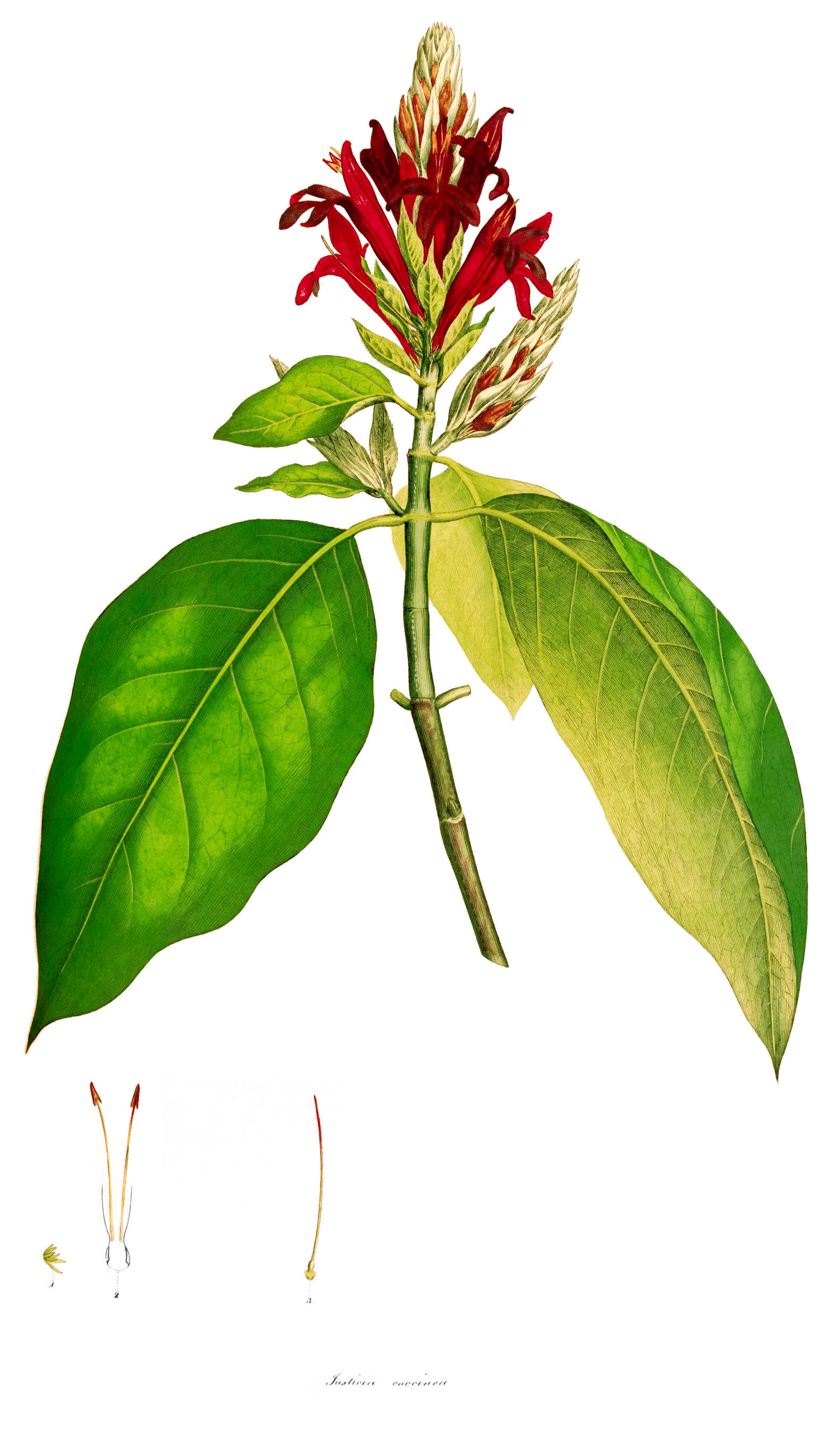
Ботаническая иллюстрация из книги Icones pictae plantarum rariorum descriptionibus et observationibus illustratae / Auctore J.E. Smith, M.D. Fasc. 1-3. 1790—1793

В период между 1808 и 1819 годами довёл до печати в  «Циклопедии» Риса 3348 ботанических статей Уильяма Вуда, оставшихся незавершёнными после смерти последнего.
Смит способствовал изданию 7 томов главного ботанического издания восемнадцатого века, Flora Graeca (лат.), начатого Джоном Сибторпом.
Смит плодотворно сотрудничал с издателем и ботаническим иллюстратором Джеймсом Сауэрби, к рисункам которого Смит предоставлял ботанические описания. Изображение растений в Англии ранее преследовало только эстетические цели, но интерес к садоводству и естественной истории привёл к появлению иллюстрированных научных изданий, таких, как экзотический «Образчик флоры Новой Голландии» и 36 томов работы «Английская ботаника».
В 1797 Смит опубликовал Естественную историю редких чешуекрылых насекомых Джорджии (англ. The Natural History of the Rarer Lepidopterous Insects of Georgia), первую книгу об американских насекомых. Она включает иллюстрации и примечания Джона Эббота, а также описания новых видов, сделанные Смитом на основе рисунков Эббота.
Дружба Смита с Уильямом Роскоу позволила ему между 1806 и 1817 отправить около 5 000 растений для пополнения гербария Ройла, который стал основой гербария Смита в Ливерпульском ботаническом саду.
После смерти Смита коллекция Линнея, вместе с собственными коллекциями Смита, была приобретена Линневским обществом за 3 150 фунтов.

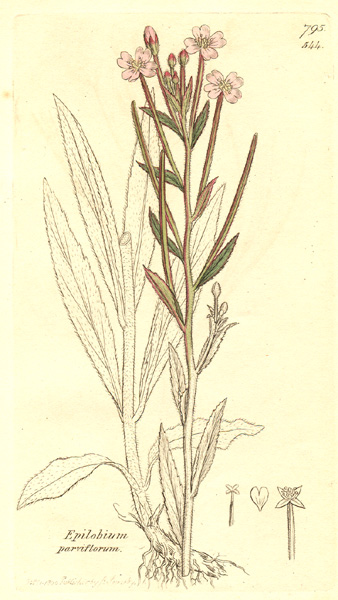
Epilobium parviflorum
Ботаническая иллюстрация из книги Смита English botany; or, coloured figures of British plants (1836)

## Научные труды
- Linneaeus, Carl von. Disquisitio de sexu plantarum. — A dissertation on the sexes of plants translated from the Latin of Linnaeus by James Edward Smith. London: Printed for the author, and sold by George Nicol. 1786
- Icones pictae plantarum rariorum descriptionibus et observationibus illustratae /Auctore J.E. Smith, M.D. Fasc. 1-3. London, 1790-93
- The natural history of the rarer lepidopterous insects of Georgia: including their systematic characters, the particulars of their several metamorphoses, and the plants on which they feed. Collected from the observation of Mr. John Abbot, many years resident in that country /by James Edward Smith, London : Printed by T. Bensley, for J. Edwards [etc.] 1797.
- English Botany: Or, Coloured Figures of British Plants, with their Essential Characters, Synonyms and Places of Growth. Published and illustrated by James Sowerby[7][8]